# Unirea României cu Ungaria
Unirea României cu Ungaria (în maghiară Magyarország és Románia uniója) se referă la încercările nereușite de unificare a Regatului / Republicii Ungare și a Regatului României făcute în secolul al XX-lea, în perioada interbelică. Propunerile au fost cele mai active în 1919 și 1920, dar au apărut puțin mai devreme și au continuat să aibă o anumită relevanță până la cel de-al Doilea Război Mondial.

## Vezi si
- Unirea României cu Bulgaria
- Relațiile dintre România și Ungaria
- Transilvanism